# Rada Ortiz
Rada Ortiz ist ein Naturhafen im Nordwesten der westantarktischen Snow Hill Island. Er liegt vor den Karlsen-Kliffs auf der Spath-Halbinsel an der Admiralitätsstraße.
Chilenische Wissenschaftler benannten sie nach Korvettenkapitän Marcos Ortiz Gutmann, Schiffsführer er Lientur bei der 16. chilenischen Antarktisexpedition (1961–1962).